# Iris von Roten
Iris von Roten (* 2. April 1917 in Basel als Iris Meyer; † 11. September 1990 ebenda) war eine Schweizer Juristin, Journalistin und Frauenrechtlerin.

## Leben

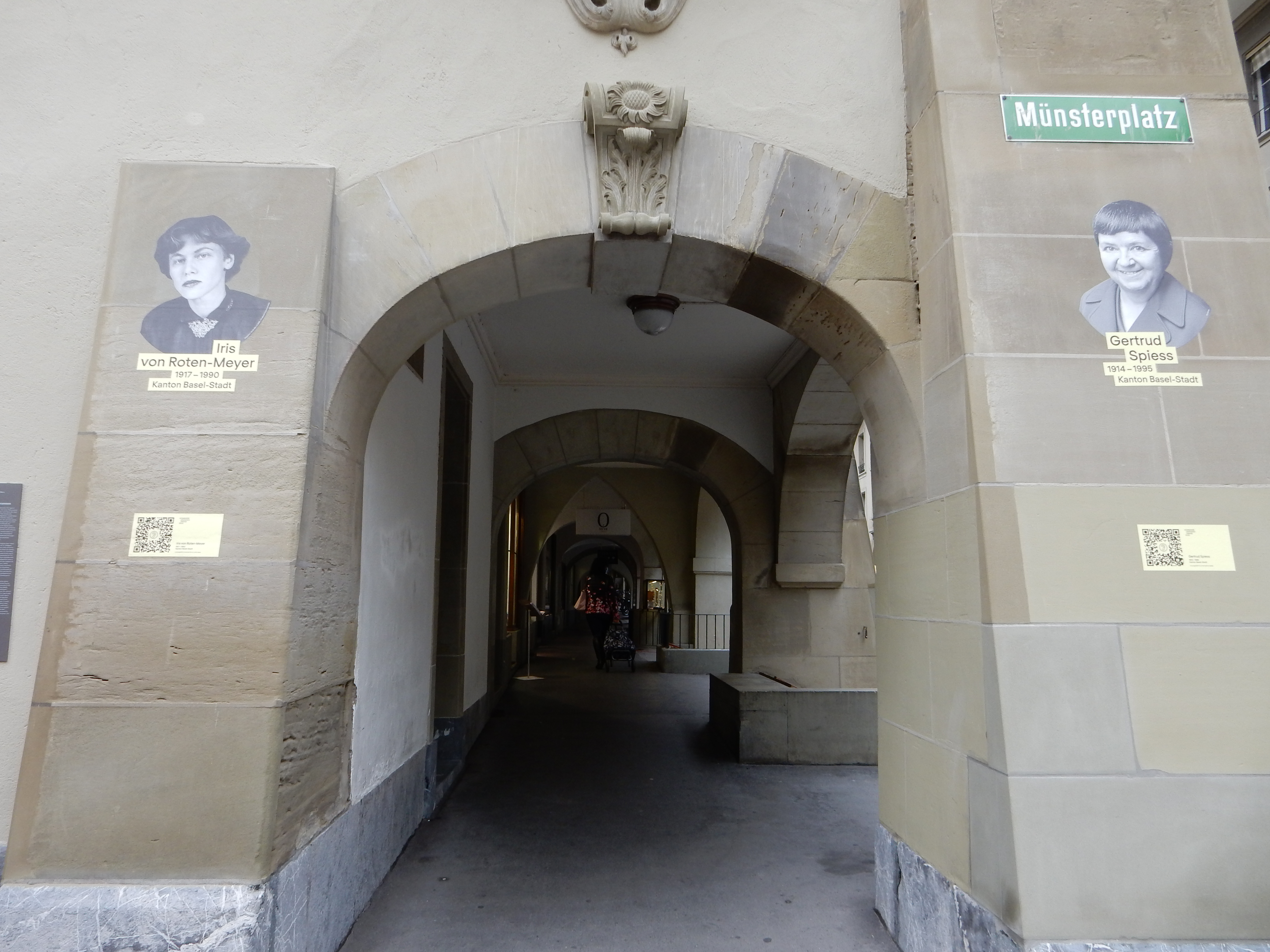
Iris von Roten-Meyer (links) wurde anlässlich 50 Jahre Frauenstimmrecht in der Schweiz in künstlerischer Form gedacht; rechts Gertrud Spiess

### Jugend
Iris von Roten stammte aus einer gutbürgerlichen und gutsituierten Familie. Als eine der wenigen Frauen ihrer Zeit studierte sie an den Universitäten Bern, Genf und Zürich und wurde in den Rechtswissenschaften promoviert.
«Ich wollt alles, was das Herz begehrt: wilde Abenteuer, lockende Fernen, tolle Kraftproben, Unabhängigkeit, Freiheit, das schäumende Leben schlechthin» schilderte sie 1979 in einem Interview, von was sie als junges Mädchen geträumt hatte,

### Juristin und Frauenrechtlerin
Sie heiratete 1946 Peter von Roten, einen Aristokraten und Grossrat, später Nationalrat aus dem Kanton Wallis, mit welchem sie abwechselnd in Basel, Leuk und auf dem Burghügel in Raron lebte. Mit ihm hatte sie eine gemeinsame Tochter, Hortensia von Roten (* 1952).
Iris von Roten grauste ob der Vorstellung, «nur» Hausfrau und Mutter zu sein. Sie wurde Partnerin ihres Mannes in einer gemeinsamen Anwaltskanzlei. In ihrer Ehe pochte sie auf Selbstbestimmung. Durch die negativen Erfahrungen während ihrer Arbeit – sie wurde ständig für die Sekretärin gehalten – wurde sie zur engagierten Feministin.

### Redaktorin und Schriftstellerin
Von 1943 bis 1945 arbeitete sie als Redaktorin für die Zeitschrift Schweizer Frauenblatt. Nach dem Erscheinen von Simone de Beauvoirs Werk Das andere Geschlecht fing sie an, ein eigenes Buch zu schreiben, welches 1958 erschien: Frauen im Laufgitter machte Iris von Roten über Nacht zur meistkritisierten Person der Schweiz ihrer Zeit. Das Buch löste einen solchen Skandal aus, dass «die Emanze der Schweiz» auch von Frauen geächtet wurde, die nicht die wahlberechtigten Schweizer Männer, sondern sie für die Ablehnung der ersten Volksabstimmung über das Frauenstimmrecht in der Schweiz im Februar 1959 verantwortlich machten.
«Zu Recht fühlte sich Iris von Roten völlig verkannt», fasste Susanna Woodtli im Vorwort der Biographie über sie zusammen: «Sie schrieb im folgenden Jahr – nach der massiven Ablehnung des Frauenstimmrechts – noch das kluge und weniger drastische Frauenstimmrechts-Brevier" /.../, das ihr wieder einige Sympathien einbrachte. Dann wandte sie sich enttäuscht von der feministischen Thematik ab.» 

### Weltreisen
Iris von Roten konnte mit der harschen Kritik schlecht umgehen. Als auch Frauenorganisationen sie ächteten, zog sie sich zurück und reiste 1960 allein mit ihrem Auto für sechs Monate in die Türkei. Über diese Reise schrieb sie bei ihrer Rückkehr ein Buch, das jedoch zunächst von keinem Verlag angenommen wurde. Wieder ging sie auf lange Reisen, diesmal in den Nahen Osten, den Maghreb, Sri Lanka und Brasilien. In den 1970er Jahren begann sie ihre Reiseerlebnisse nicht nur schreibend, sondern auch malend festzuhalten.
Immer mehr wurde Iris von Roten von Gesundheitsproblemen geplagt. Ihre Sehkraft nahm immer weiter ab, und sie hatte schwere Schlafstörungen. Als sie nicht mehr malen konnte, beschloss sie, minuziös geplant Suizid zu begehen. «Wie ein Gast wissen muss, wann es Zeit ist zu gehen, so sollte man sich auch rechtzeitig vom Tisch des Lebens erheben», sagte sie in einem Interview kurz vor ihrem Tod. Am 11. September 1990 beendete sie ihr Leben.

## «Frauen im Laufgitter»
In ihrem 1958 erschienenen Werk Frauen im Laufgitter analysierte Iris von Roten die Lage der Frau in der Schweiz. Radikal forderte sie die Gleichstellung der Frau in allen Bereichen. Sie erörterte auch sexuell-erotische Fragen und entmythologisierte sogenannte traditionell weibliche Werte.
Von Roten forderte aber vor allem volle wirtschaftliche Unabhängigkeit für Frauen, damit diese wirklich frei über ihr Leben bestimmen können: «Das ‹Bettle, hungre, stirb!›, mit dem der Vater in Shakespeares Romeo und Julia der Tochter ihrer Liebe wegen die Existenzgrundlage entzieht, indem er sie aus dem Hause stösst, soll eine Julia der Gegenwart und Zukunft nicht mehr ins Verderben stürzen können. Davor aber ist das junge Mädchen grundsätzlich nur geschützt, wenn es wirtschaftlich auf eigenen Füssen steht.»
Neben der vollen Berufstätigkeit von Frauen forderte von Roten die Externalisierung von Haus- und Familienarbeiten: Kinderkrippen, Horte und Tagesschulen sowie auf Hausarbeiten spezialisierte Gewerbe. «Für die private Atmosphäre des Familienlebens ist es nicht nötig, dass die ‹Frau und Mutter› als des Weibes natürliches Los stundenlang mit Geschirr klappert und Staub wedelt.»
Diese heute teilweise verwirklichten, teilweise immer noch nicht eingelösten feministischen Forderungen gingen in den späten 1950er Jahren – auch für progressive Frauen – viel zu weit. Zudem provozierte von Roten gleichermassen durch ihren polemischen Ton wie auch durch ihre analytische Schärfe. Die 3000 Exemplare von Frauen im Laufgitter waren in nur elf Wochen ausverkauft. 1959 erschien eine zweite Auflage, der erst ab 1991 diverse Neuausgaben folgten, die sich alle sehr gut verkaufen liessen und stark beachtet wurden. Das lange Zeit stark umstrittene Buch verhalf Iris von Roten damit postum zu der von ihr zeitlebens meist vergebens gesuchten Wertschätzung.

## Rezeption
- Verliebte Feinde.[7] Dokumentarfilm, Regie Werner Schweizer und Katja Früh. Mit Mona Petri, Fabian Krüger u. a., Schweiz 2012, 108 Min.
- Iris von Roten – Wut und Mut einer Feministin.[8] Ausstellung im Zürcher Museum Strauhof, 2. März bis 30. Mai 2021.

## Werke
- Frauen im Laufgitter. Offene Worte zur Stellung der Frau. Hallwag, Bern 1958.
  - Neuausgabe: 6. Auflage. eFeF, Wettingen 2014, ISBN  978-3-905561-99-9.
- Frauenstimmrechtsbrevier. Vom schweizerischen Patentmittel gegen das Frauenstimmrecht, den Mitteln gegen das Patentmittel, und wie es mit oder ohne doch noch kommt. Frobenius, Basel 1959.
- Vom Bosporus zum Euphrat. Türken und Türkei. Goverts, Stuttgart 1965.
  - Neuausgabe: Vom Bosporus zum Euphrat. 1960: Eine Frau reist allein durch die Türkei. eFeF, Wettingen 2018, ISBN 978-3-906199-13-9.
- Blumenblicke. Kunstband (Text: Hortensia von Roten). eFeF, Zürich 1993, ISBN 3-905493-50-0.

## Einzelbelege
1. ↑  Iris von Roten-Meyer. In: hommage2021.ch. Abgerufen am 6. Februar 2021.
2. ↑  Charles Linsmayer: «Ein einziger Schrei nach Gerechtigkeit». In: Schweizer Revue 49 (2022), Heft 1 (Februar), S. 17 (Digitalisat in E-Periodica).
3. ↑  Hortensia von Roten: «Ich merkte, dass meine Mutter aneckt». Interview von Sylvie Kempa. In: Schweizer Illustrierte, 5. Februar 2021, abgerufen am 10. März 2025.
4. ↑   Hommage 2021: Iris von Roten-Meyer, abgerufen am 10. März 2025.
5. ↑  Susanna Woodtli in: Yvonne-D. Köchli, "Eine Frau kommt zu früh. Das Leben der Iris von Roten. Zürich 1992, S. 9.
6. ↑  Anklage gegen das Patriarchat, NZZ, 1. Oktober 2018, Seite 11, Titel der Printausgabe
7. ↑  Die Frau jenseits des Laufgitters, Rezension von Barbara Schweierhoff in taz vom 2. Mai 2013
8. ↑  Iris von Roten im Strauhof: Wut und Mut einer Feministin. In: swissinfo.ch. Abgerufen am 26. März 2021.

| Personendaten    | Personendaten                                         |
| ---------------- | ----------------------------------------------------- |
| NAME             | Roten, Iris von                                       |
| ALTERNATIVNAMEN  | Meyer, Iris (Geburtsname)                             |
| KURZBESCHREIBUNG | Schweizer Juristin, Journalistin und Frauenrechtlerin |
| GEBURTSDATUM     | 2. April 1917                                         |
| GEBURTSORT       | Basel                                                 |
| STERBEDATUM      | 11. September 1990                                    |
| STERBEORT        | Basel                                                 |